# 華夏電影発行
華夏電影発行 (かかでんえいはっこう、中国語: 华夏电影发行有限责任公司、英語: Huaxia Film Distribution)は、中華人民共和国の映画配給会社。2014年時点では、この会社は中華人民共和国で2番目に大きな映画配給会社であり、市場全体の22.89%を占めていた。

## 配給映画
- 2010年：『名探偵コナン 漆黒の追跡者』
- 2015年：『STAND BY ME ドラえもん』
- 2016年：『君の名は。』
- 2017年：『ドラえもん のび太の南極カチコチ大冒険』
- 2019年：『天気の子』